# Norin
Norin (protein Norijeve bolesti, EVR2) je protein koji je kod ljudi kodiran NDP genom.

## Funkcija
Signalizacija indukovana norinom reguliše vaskularni razvoj retine kičmenjaka i kontroliše važne krvne sudova uva.

## Klinički značaj
Genetičke mutacije NDP lokusa dovode do Norijeve bolesti. To je retko genetičko oboljenje koje je karakterisano bilateralnom kongenitalnom slepoćom koji je uzrokovana vaskularisanom masom iza sočiva usled nepravilnog razvoja retina (pseudogliom).

## Literatura
- Berger W; van de Pol D; Warburg M;  . (1993). „Mutations in the candidate gene for Norrie disease.”. Hum. Mol. Genet. 1 (7): 461—5. PMID 1307245. doi:10.1093/hmg/1.7.461.
- Black G, Redmond RM (1995). „The molecular biology of Norrie's disease.”. Eye (London, England). 8 (5): 491—6. PMID 7835440. doi:10.1038/eye.1994.124.
- Masckauchán TN, Kitajewski J (2007). „Wnt/Frizzled signaling in the vasculature: new angiogenic factors in sight.”. Physiology (Bethesda, Md.). 21: 181—8. PMID 16714476. doi:10.1152/physiol.00058.2005.
- Berger W; Meindl A; van de Pol TJ;  . (1993). „Isolation of a candidate gene for Norrie disease by positional cloning.”. Nat. Genet. 1 (3): 199—203. PMID 1303235. doi:10.1038/ng0692-199.
- Chen ZY; Hendriks RW; Jobling MA;  . (1993). „Isolation and characterization of a candidate gene for Norrie disease.”. Nat. Genet. 1 (3): 204—8. PMID 1303236. doi:10.1038/ng0692-204.
- Berger W; Meindl A; van de Pol TJ;  . (1993). „Isolation of a candidate gene for Norrie disease by positional cloning.”. Nat. Genet. 2 (1): 84. PMID 1303256. doi:10.1038/ng0992-84.
- Meindl A; Berger W; Meitinger T;  . (1993). „Norrie disease is caused by mutations in an extracellular protein resembling C-terminal globular domain of mucins.”. Nat. Genet. 2 (2): 139—43. PMID 1303264. doi:10.1038/ng1092-139.
- Shastry BS; Hejtmancik JF; Plager DA;  . (1995). „Linkage and candidate gene analysis of X-linked familial exudative vitreoretinopathy.”. Genomics. 27 (2): 341—4. PMID 7558002. doi:10.1006/geno.1995.1052.
- Schuback DE; Chen ZY; Craig IW;  . (1995). „Mutations in the Norrie disease gene.”. Hum. Mutat. 5 (4): 285—92. PMID 7627181. doi:10.1002/humu.1380050403.
- Meindl A; Lorenz B; Achatz H;  . (1995). „Missense mutations in the NDP gene in patients with a less severe course of Norrie disease.”. Hum. Mol. Genet. 4 (3): 489—90. PMID 7795608. doi:10.1093/hmg/4.3.489.
- Joos KM; Kimura AE; Vandenburgh K;  . (1995). „Ocular findings associated with a Cys39Arg mutation in the Norrie disease gene.”. Arch. Ophthalmol. 112 (12): 1574—9. PMID 7993212.
- Fuchs S; Xu SY; Caballero M;  . (1994). „A missense point mutation (Leu13Arg) of the Norrie disease gene in a large Cuban kindred with Norrie disease.”. Hum. Mol. Genet. 3 (4): 655—6. PMID 8069314. doi:10.1093/hmg/3.4.655.
- Wong F, Goldberg MF, Hao Y (1993). „Identification of a nonsense mutation at codon 128 of the Norrie's disease gene in a male infant.”. Arch. Ophthalmol. 111 (11): 1553—7. PMID 8240113.
- Chen ZY; Battinelli EM; Fielder A;  . (1994). „A mutation in the Norrie disease gene (NDP) associated with X-linked familial exudative vitreoretinopathy.”. Nat. Genet. 5 (2): 180—3. PMID 8252044. doi:10.1038/ng1093-180.
- Chen ZY; Battinelli EM; Woodruff G;  . (1994). „Characterization of a mutation within the NDP gene in a family with a manifesting female carrier.”. Hum. Mol. Genet. 2 (10): 1727—9. PMID 8268931. doi:10.1093/hmg/2.10.1727.
- Meitinger T; Meindl A; Bork P;  . (1994). „Molecular modelling of the Norrie disease protein predicts a cystine knot growth factor tertiary structure.”. Nat. Genet. 5 (4): 376—80. PMID 8298646. doi:10.1038/ng1293-376.
- Strasberg P; Liede HA; Stein T;  . (1996). „A novel mutation in the Norrie disease gene predicted to disrupt the cystine knot growth factor motif.”. Hum. Mol. Genet. 4 (11): 2179—80. PMID 8589700. doi:10.1093/hmg/4.11.2179.
- Johnson K, Mintz-Hittner HA, Conley YP, Ferrell RE (1997). „X-linked exudative vitreoretinopathy caused by an arginine to leucine substitution (R121L) in the Norrie disease protein.”. Clin. Genet. 50 (3): 113—5. PMID 8946107. doi:10.1111/j.1399-0004.1996.tb02363.x.